# Dido Castelli
Dido Castelli (Cremona, 22 gennaio 1956) è uno sceneggiatore e regista italiano.

## Biografia
Dopo essersi laureato in filosofia ha iniziato a lavorare nel cinema come aiuto regista di spot pubblicitari, diretti da registi come Giulio Paradisi, Enrico Sannia e Alfredo Angeli. Successivamente ha collaborato con Gillo Pontecorvo per la realizzazione di un documentario sulle Ferrovie dello Stato. Dagli anni ottanta ha collaborato con alcuni sceneggiatori italiani come Rodolfo Sonego, Leo Benvenuti, Furio Scarpelli e Ugo Pirro, apprendendo sul campo il mestiere di sceneggiatore.
Nel corso della carriera ha avuto modo di stringere un sodalizio con alcuni attori. Primo fra tutti Nino Manfredi, col quale ha collaborato, dagli anni novanta, firmando alcuni successi televisivi come Un commissario a Roma e Linda e il brigadiere, e poi con Veronica Pivetti, protagonista delle sette stagioni della fiction Provaci ancora prof! tratta dai romanzi di Margherita Oggero. Con la Oggero ha scritto tutti i soggetti della serie della quale è diventato responsabile in qualità di capo progetto.
Nel 2017 realizza con Maurizio De Giovanni soggetti e sceneggiature della seconda stagione de I bastardi di Pizzofancone.
Nel 2018/2019 prosegue con I bastardi di Pizzofancone 3 con Graziano Diana.
Fra la fine del 2019 e l'inizio del 2021 scrive per Banijay sempre con Graziano Diana una serie al femminile per Vanessa Incontrada dal titolo provvisorio "La Commissaria".
Nel 2022 riceve il Nastro d'Argento per la sceneggiatura della Fiction TV I Bastardi di Pizzofalcone 3.
Come regista, ha diretto uno degli episodi del film 80 mq - Ottantametriquadri con Isabella Ferrari e Stefano Dionisi.
Il film è stato presentato al Festival di Venezia del 1993, nella sezione una finestra sull’immagine.

## Filmografia

### Sceneggiatore
- Un commissario a Roma – serie TV, 6 episodi (1993)
- Sotto il cielo dell'Africa – serie TV, 10 episodi (1999)
- Meglio tardi che mai, regia di Luca Manfredi – film TV (1999)
- Linda e il brigadiere – serie TV, episodi 3x1 (2000)
- L'isola del ritorno (Zwischen Liebe und Leidenschaft), regia di Marijan David Vajda – film TV (2000)
- Angelo il custode – serie TV (2001)
- Una famiglia per caso, regia di Camilla Costanzo e Alessio Cremonini – film TV (2003)
- Carabinieri – serie TV, episodi 3x3-3x11-3x18 (2004)
- L'amore non basta, regia di Tiziana Aristarco – film TV (2005)
- Miacarabefana.it, regia di Lodovico Gasparini – film TV (2009)
- Fratelli detective, regia di Giulio Manfredonia – film TV (2009)
- La ladra – serie TV, 6 episodi (2010)
- SOS Befana, regia di Francesco Vicario – film TV (2011)
- Provaci ancora prof! – serie TV, 8 episodi (2005-2013)
- In arte Nino, regia di Luca Manfredi – film TV (2017)[4]
- I bastardi di Pizzofalcone – serie TV, episodi 2x1-2x3 (2018)
- Permette? Alberto Sordi, regia di Luca Manfredi – film TV (2020)
- Fosca Innocenti, regia di Fabrizio Costa e Giulio Manfredonia – serie TV, 5 episodi (2022-2023)
- Com'è umano lui!, regia di Luca Manfredi – film TV (2024)

### Regista
- 80 mq - Ottantametriquadri, regia collettiva (1993) – segmento Bisbigli